# Constant Nieuwenhuys
Constant Nieuwenhuys, conegut com a Constant (Amsterdam, Holanda, 1920–2005) va ser un artista neerlandès.
Va estudiar a la Rijksakademie de la seva ciutat. A finals dels anys quaranta Constant va viure a París, on va conèixer Asger Jorn i va fundar el grup CoBrA junt amb Karel Appel, Christian Dotremont i altres artistes de Copenhaguen, Brussel·les i Amsterdam. El grup CoBrA obtenia el nom de les primeres lletres d'aquestes ciutats i es caracteritzava per un estil fortament expressionista, inspirat en les pintures rupestres i en els dibuixos de nens i bojos, així com per un fort compromís amb preocupacions socials i polítiques.
CoBrA va tenir una important exposició l'any 1949 a l'Stedelijk Museum d'Amsterdam amb el títol International Experimental Art, tot i que el grup es va dissoldre a principis dels anys cinquanta.
Més tard, Constant es va associar amb la Internacional Situacionista. Aquest grup d'artistes, escriptors i activistes, amb arrels marxistes, lletristes i de l'avantguarda artística i política de principis del segle xx, es va convertir en el vehicle de Constant per creuar el límit que normalment separa l'arquitectura de l'art.